# 邦泽
邦泽（法語：Bonzée，法語發音：[bɔ̃ze]）是法国默兹省的一个市镇，属于凡尔登区。

## 地理
邦泽（49°5'49"N, 5°35'34"E）面积21.14 平方千米，位于法国大東部大區默兹省，该省份为法国西北部内陆省份，北与比利时接壤，西接马恩省和阿登省，南至上马恩省和孚日省，东临默尔特-摩泽尔省。
与邦泽接壤的市镇（或旧市镇、城区）包括：莱塞帕尔日、瓦夫尔地区弗雷讷、欧迪奥蒙、马讷勒、穆伊、瓦夫尔地区吕、特雷索沃。

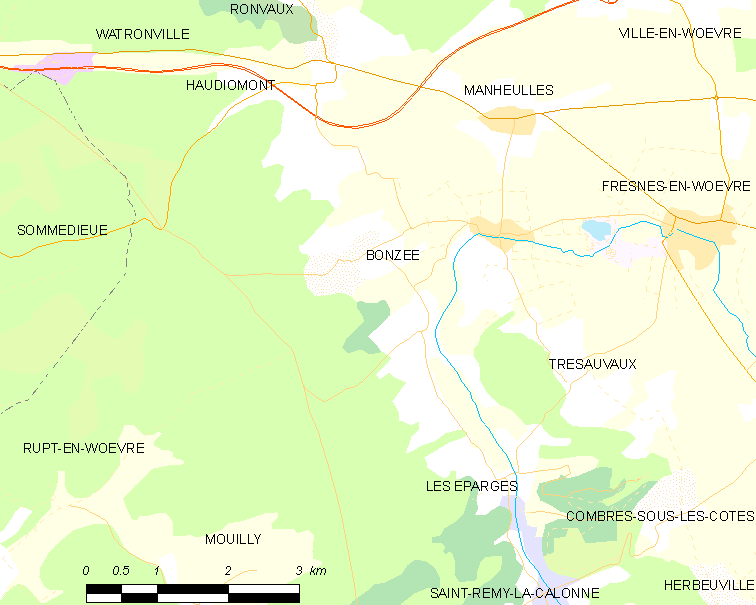
邦泽的OSM定位图

邦泽的时区为UTC+01:00、UTC+02:00（夏令时）。

## 行政
邦泽的邮政编码为55160，INSEE市镇编码为55060。

## 政治
邦泽所属的省级选区为埃坦县。

## 人口

1962-2008年间邦泽人口变化图示

邦泽于2022年1月1日时的人口数量为367人。